# Hofwijck
Hofwijck is een buitenplaats uit 1642 gelegen in de Nederlandse plaats Voorburg, aan de Vliet of Rijn-Schiekanaal, het kanaal van Delft naar Leiden. Hier woonden in de 17e eeuw Constantijn Huygens en zijn zoon Christiaan Huygens; het is nu museum Huygens' Hofwijck.

## Geschiedenis
Zodra het Zuid Vliet-kanaal in bedrijf was, maakte Constantijn Huygens plannen om een huis te bouwen waar hij zich regelmatig terugtrok. Dergelijke plannen voor buitenhuizen aan kanalen tussen Dordrecht en Amsterdam waren toen heel gewoon, en zoals gezien kan worden in de oude kaart van Voorburg, was Hofwijck een van vele. Het huis en de bijbehorende tuin zijn door Huygens en Jacob van Campen ontworpen. De verhoudingen tussen de afmetingen zijn hierbij zeer bewust gekozen. De tuin was namelijk gebaseerd op het menselijk lichaam, waarbij het huis het hoofd vormde, de lange lanen de armen waren en de boomgaard de buik. Het onderlijf is verdwenen toen in 1870 station Voorburg werd aangelegd.
Het ontwerp was gebaseerd op het harmoniemodel van Vitruvius, een Romeins architect uit de klassieke oudheid. De bouw vanaf 1639 stond onder leiding van Pieter Post. Hofwijck werd in 1642 feestelijk ingewijd. In 1653 beschreef Huygens zijn buitenplaats in het hofdicht Hofwijck en in 1692 beschreef zijn zoon Christiaan Huygens hoe hij op Hofwijck de aardbeving bij Verviers ervoer: "De stenen vloer waarop ik stond werd enigszins opgetild, en zakte weer in, en dat enige malen gedurende ongeveer tien of twaalf seconden."

## Spoorlijn en rijksweg
Sinds 1870 wordt een deel van de tuin aan noordzijde doorsneden door de spoorlijn van Den Haag naar Gouda. Station Voorburg ligt nu op grondgebied van Hofwijck. Hierdoor zijn de oorspronkelijke verhoudingen in de vorm van een mens niet meer volledig aanwezig - het 'rechterbeen' is nu een parkeergelegenheid onder het huidige station. Later werd naast de spoorlijn ook de rijksweg 12 Den Haag-Utrecht over het oorspronkelijke landgoed aangelegd.

## Museum
In 1914 kwam het buiten in bezit van de Vereniging Hofwijk, die er een museum vestigde gewijd aan leven en werk van de oorspronkelijke bewoner en diens zoon Christiaan Huygens. Tussen 1995 en 2005 werden huis en tuin in oude luister hersteld. Op 31 mei 2005 verrichtte koningin Beatrix de officiële opening. Tegenwoordig kan men een tentoonstelling bezoeken, gewijd aan de geschiedenis van de familie Huygens. Het pand kan ook gehuurd worden voor recepties, diners, of als trouwlocatie.

## Galerij

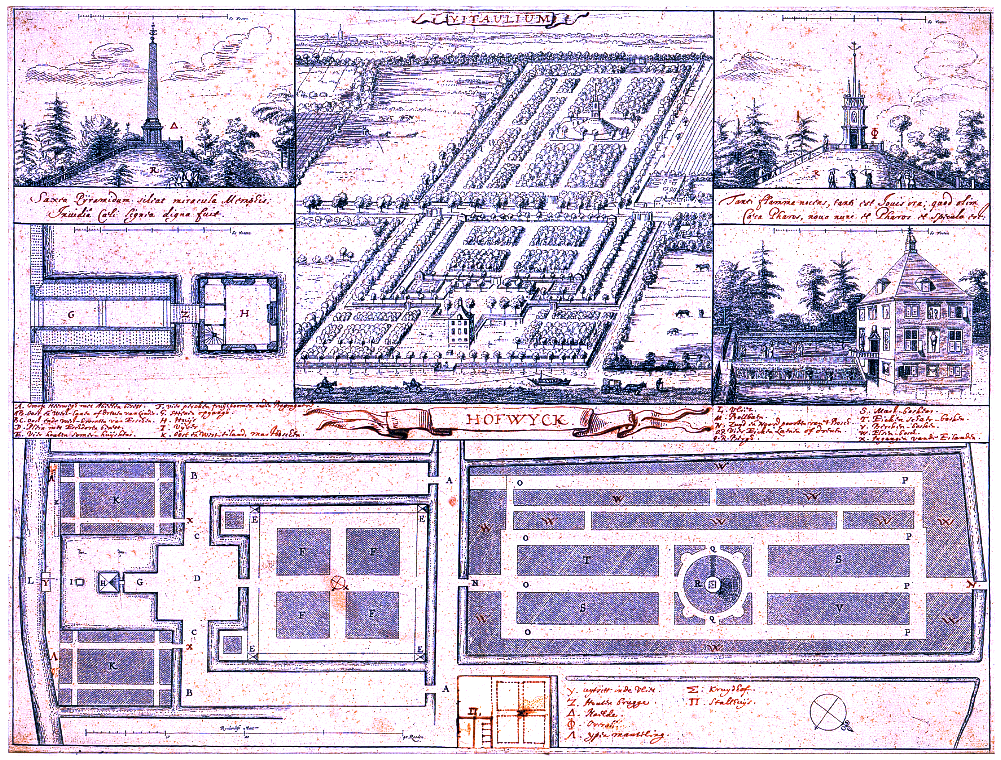
Hofwijck in de 17e eeuw met tuinen
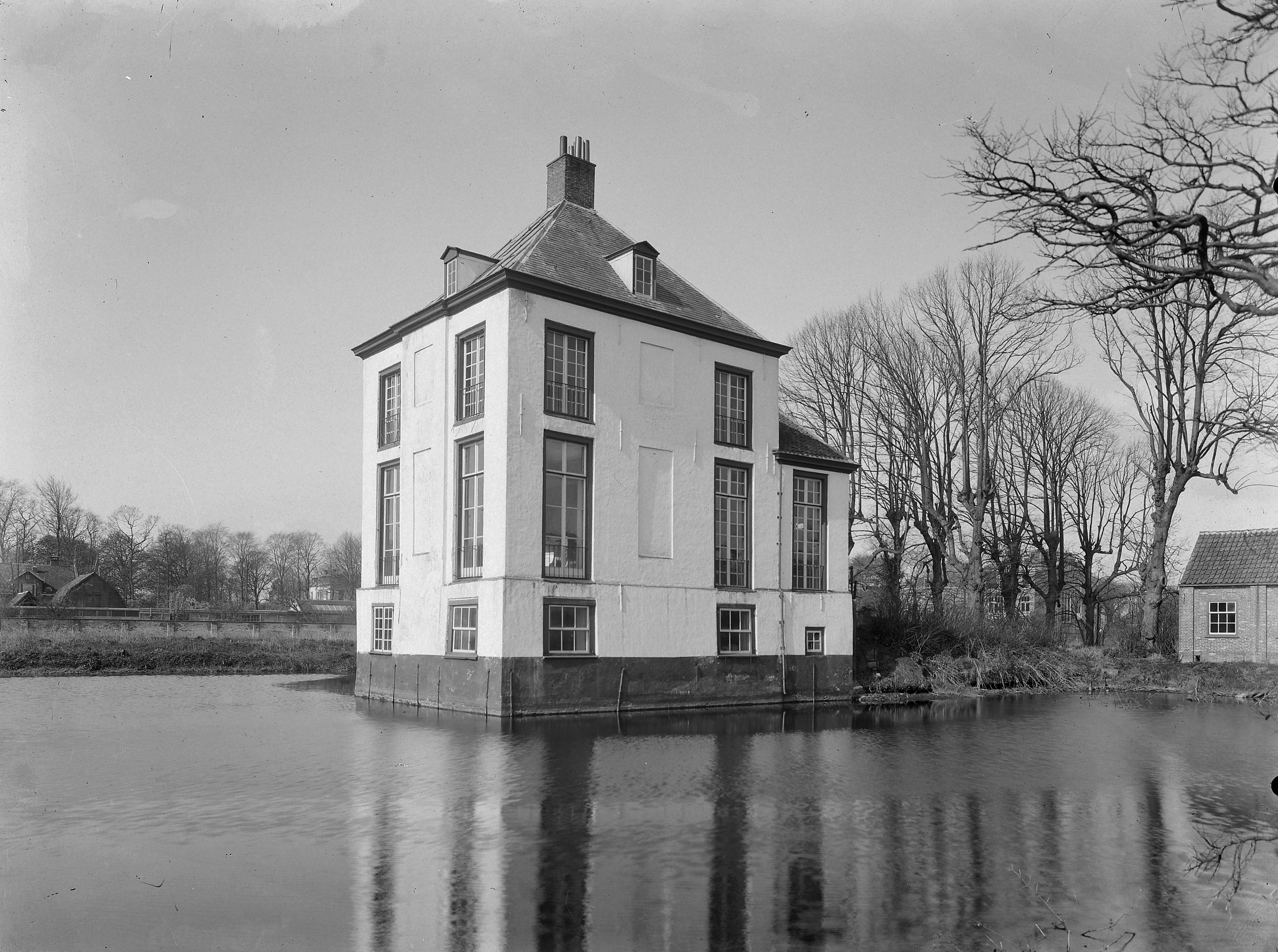
Hofwijck (1914)
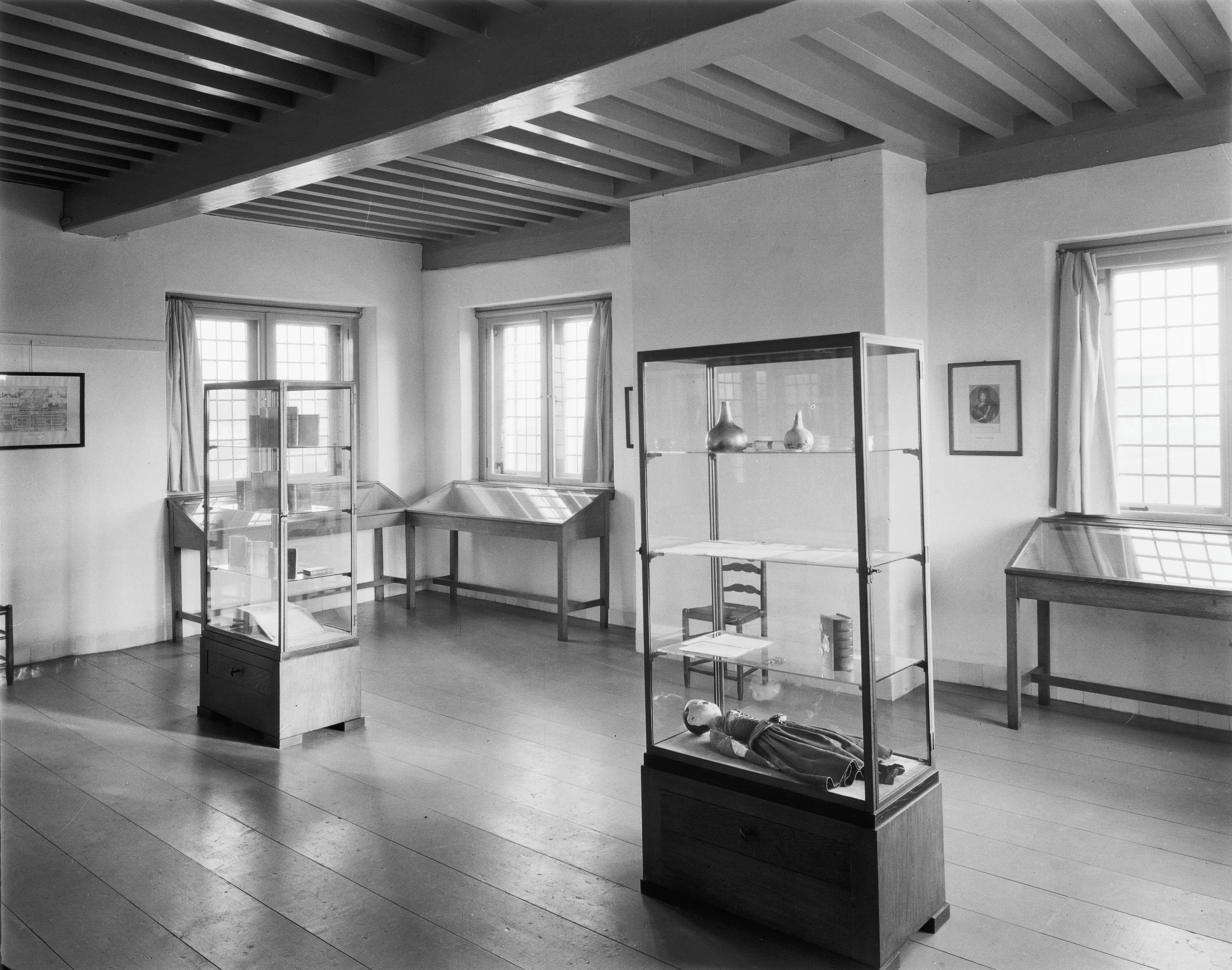
Interieur (1957)
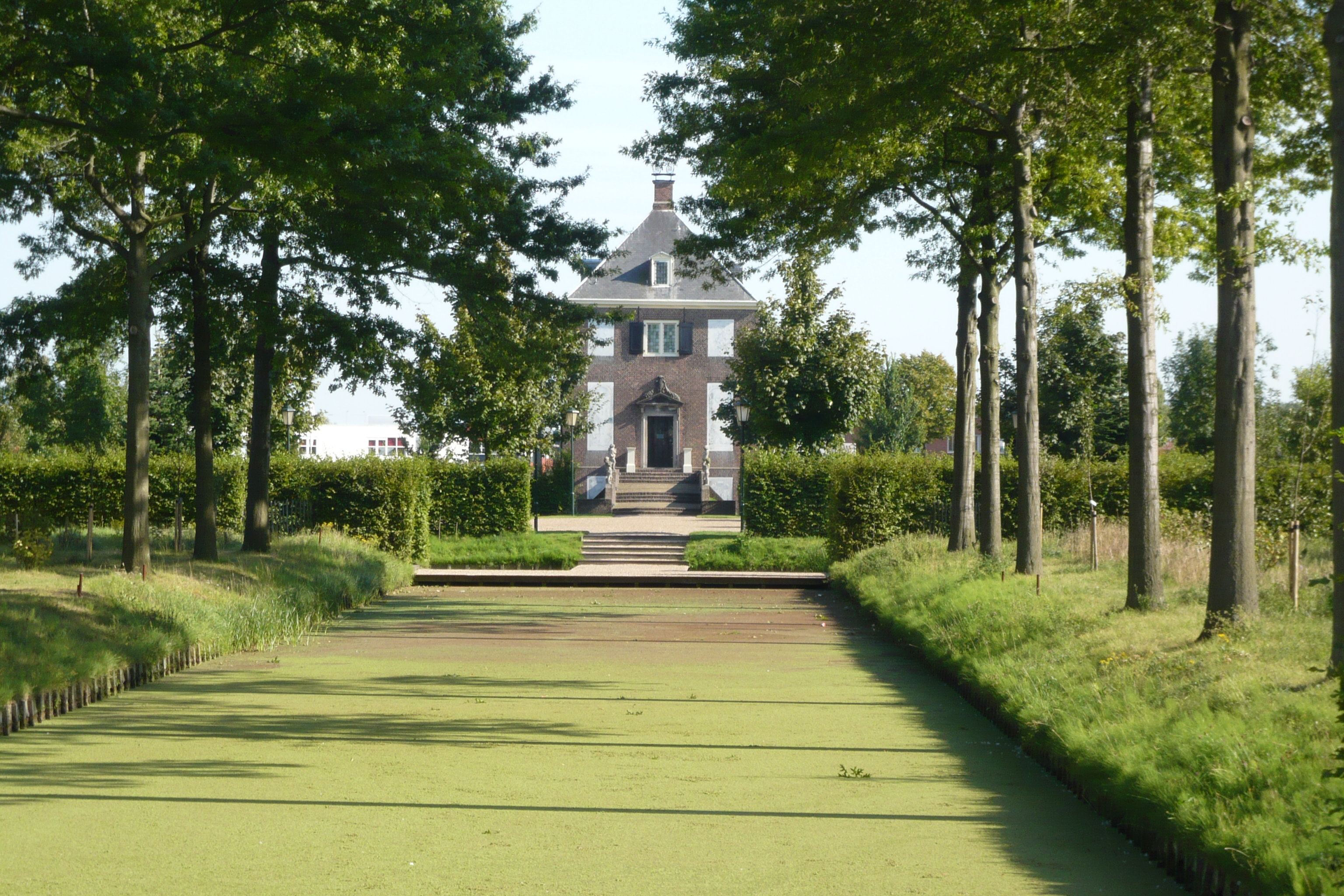
Hofwijck, gezien vanaf het station (2009)

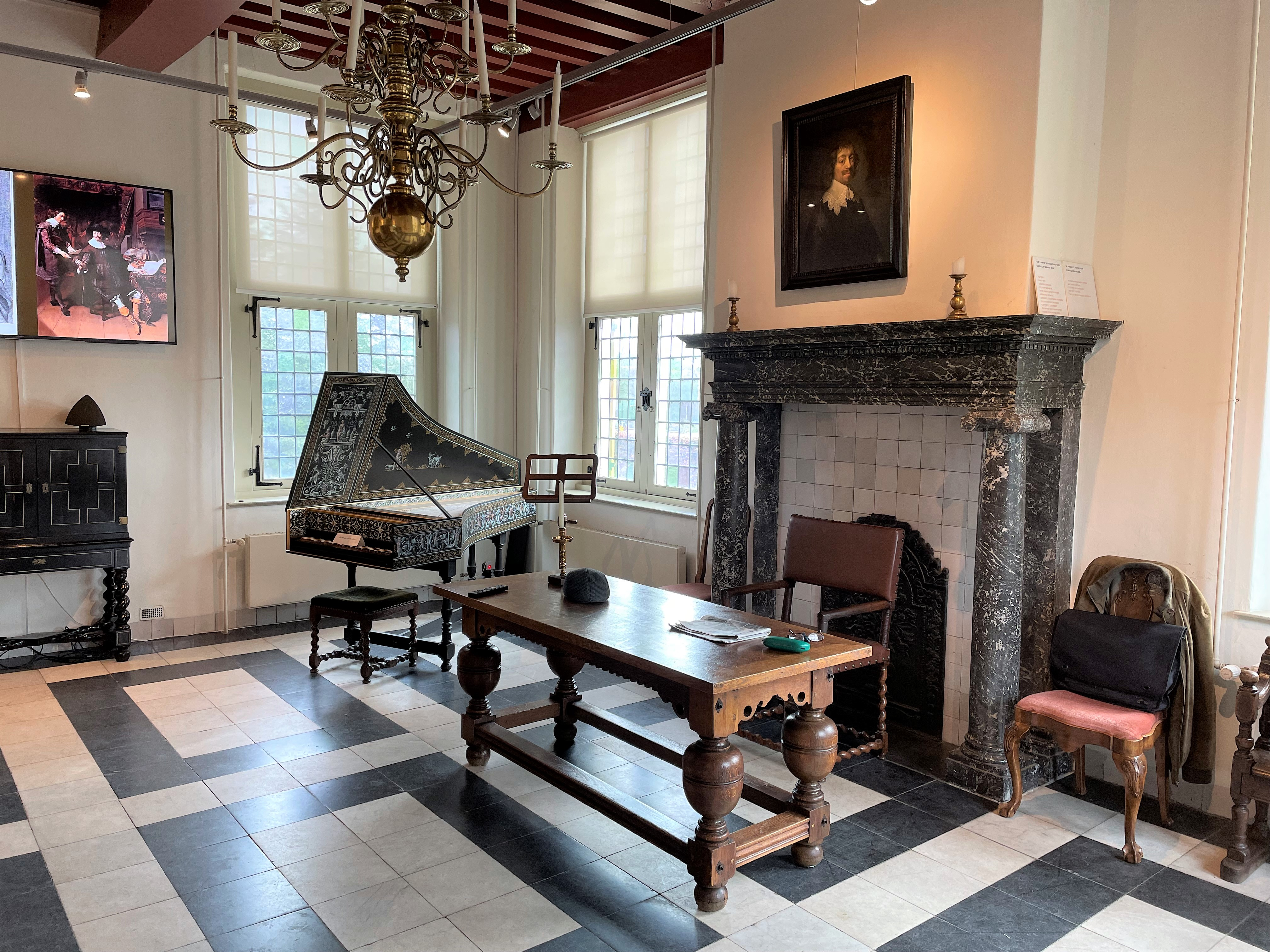
De pronkzaal (2023)
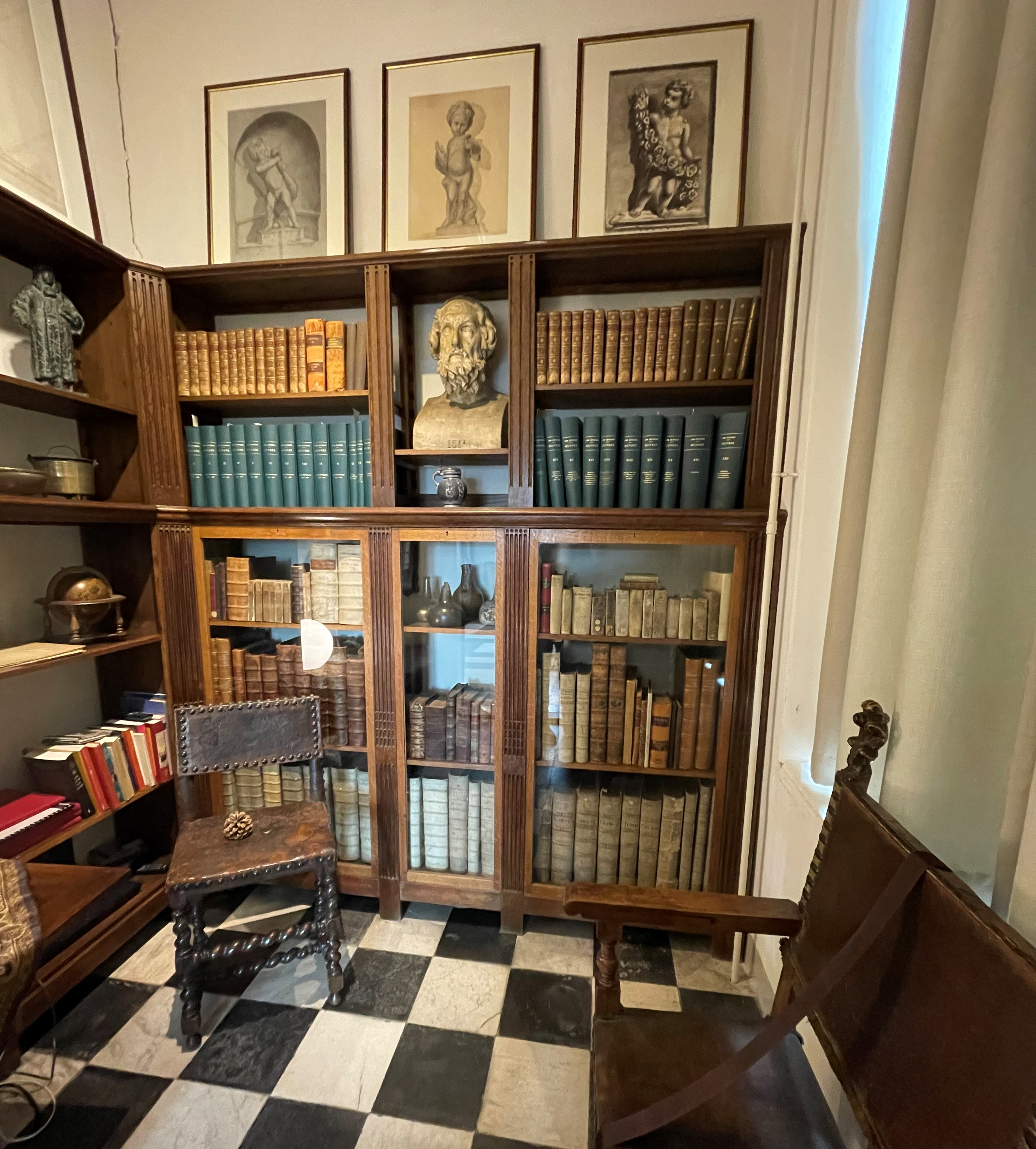
De bibliotheek (2023)
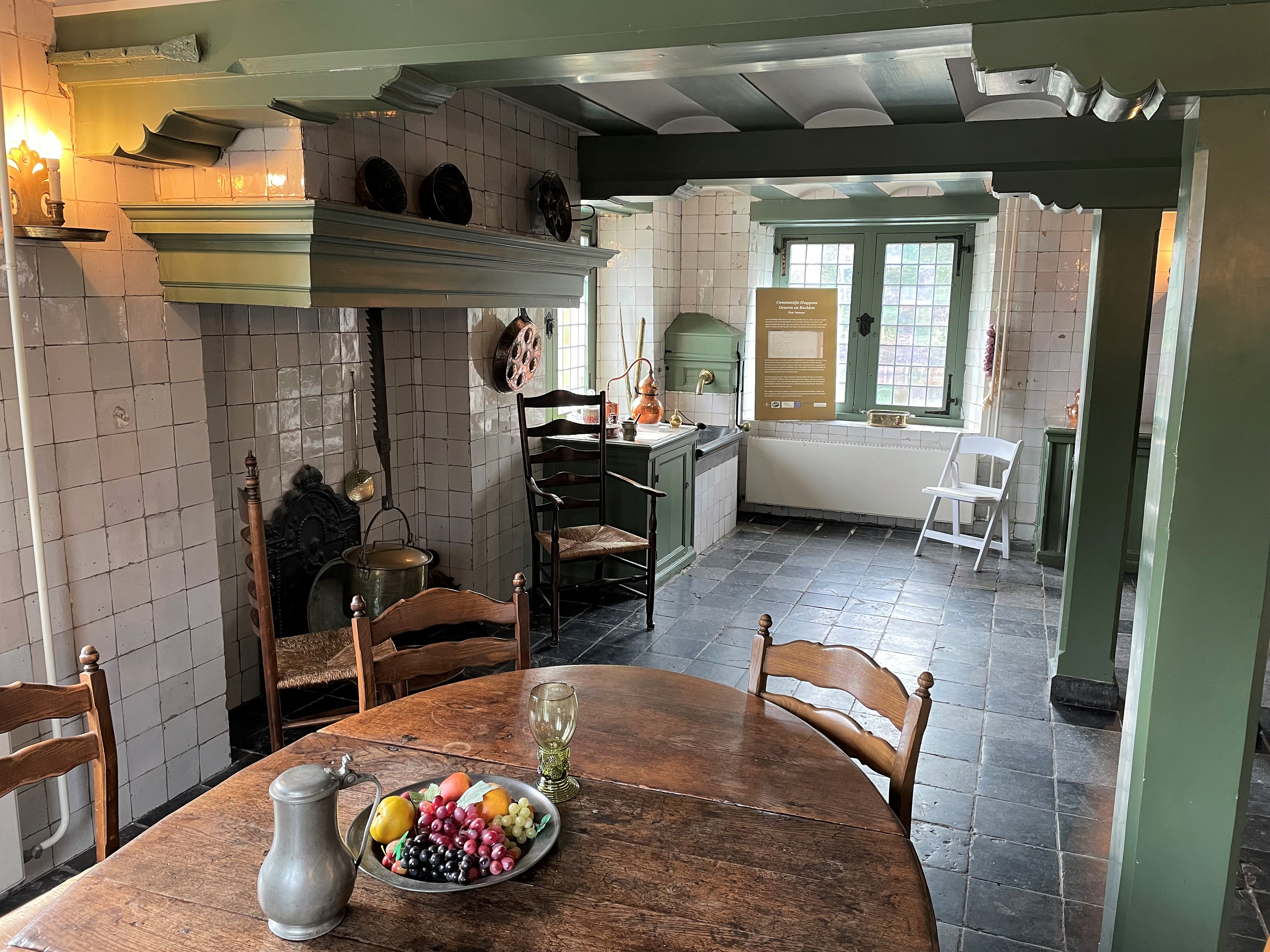
De keuken (2023)
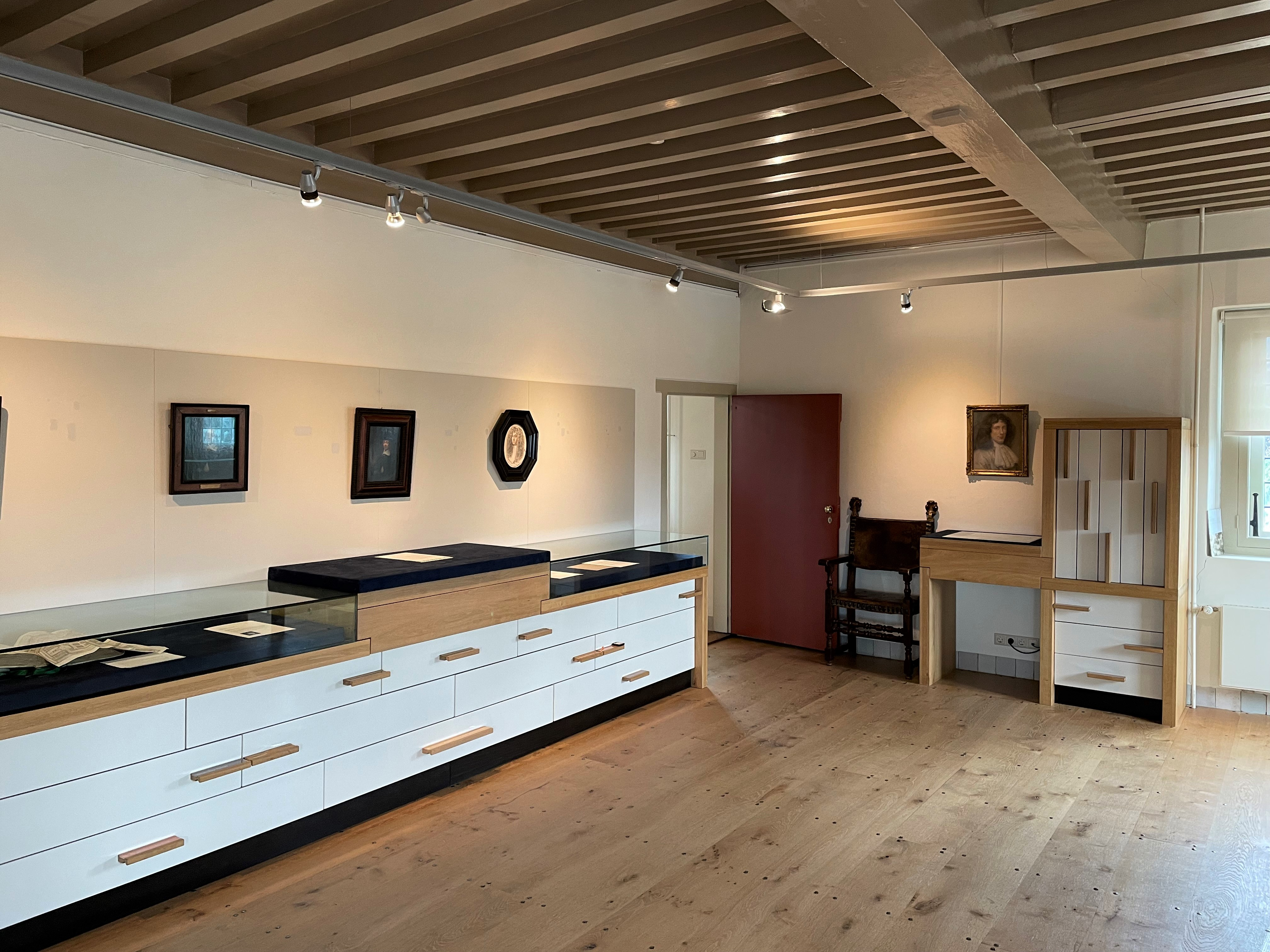
Eerste verdieping (2023)

## Replica
Een replica van Hofwijck staat in Gaoqiao (Chinees: 高桥), een geplande stad in de nieuwbouwwijk Holland Village van het grootste district Pudong van Shanghai in de Volksrepubliek China (31° 20' 28" NB, 121° 34' 21" OL).

## Trivia

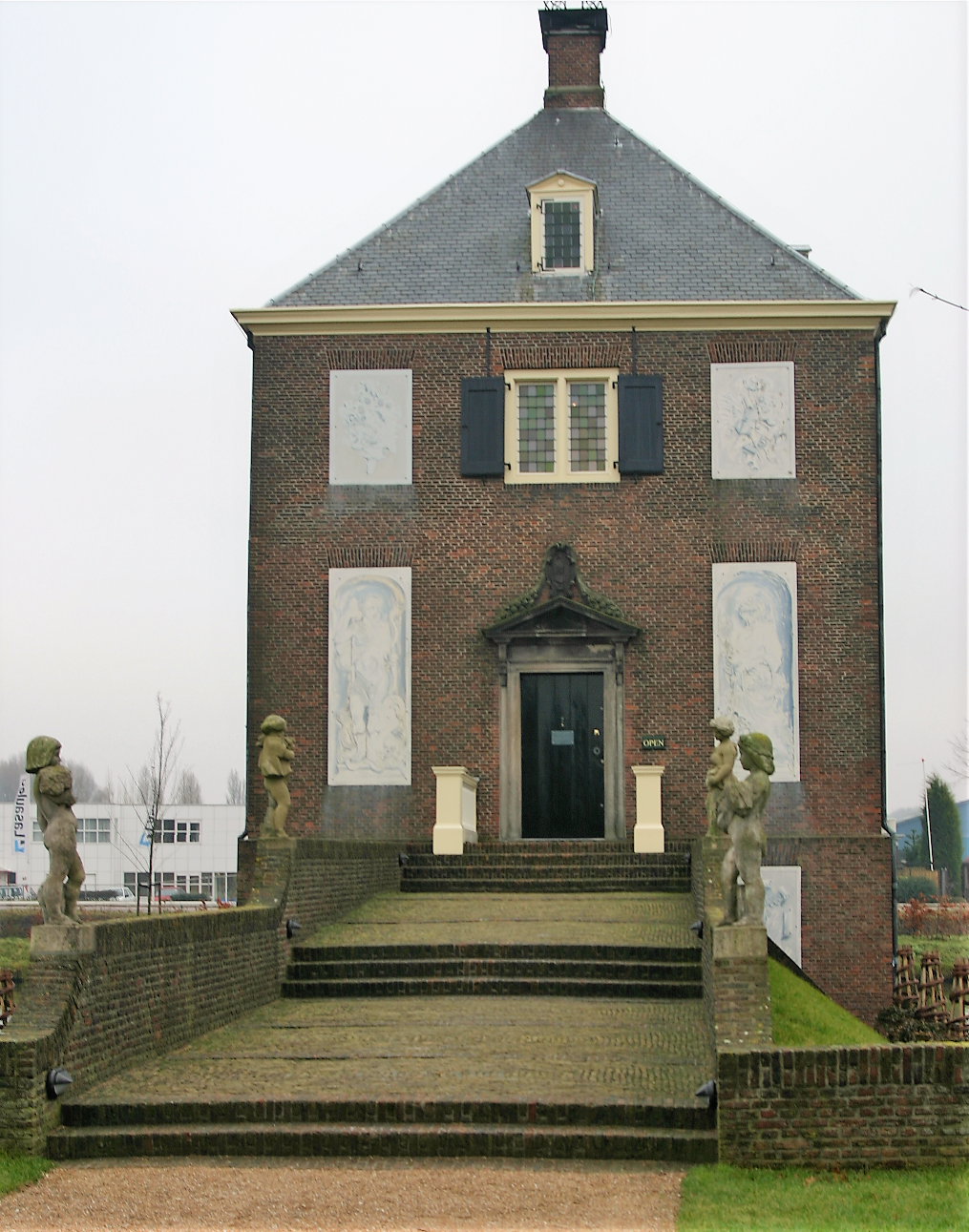
Westzijde van Hofwijck in 2006. De meeste bezoekers kwamen in voorgaande eeuwen per trekschuit, dus dit was de achterkant.

- Niet alleen was de ligging in de vorm van een liggende mens, ook de naam 'Hofwijck' had een dubbele betekenis: het wijcken van het Haagse hof = ontsnapping, en hof-wijck = tuin-plaats.
- Tussen 1880 en 1913 was Hofwijck eigendom van de familie P.C. Zuyderhoudt - F. Enthoven.
- Van 1950 tot 1970 was het huis afgebeeld op het biljet van 25 gulden.
- Het kasteel en Christiaan Huygens komen prominent aan bod in de zesde aflevering ('Travellers' tales') van de PBS-documentaire 'Cosmos' (1980) van de Amerikaanse astronoom Carl Sagan, de meest bekeken Amerikaanse documentaireserie ooit.
- De Rotterdamse theoloog en hoogleraar Johannes Jacobus van Oosterzee heeft in het midden van de 19de eeuw een tijdlang met zijn gezin op Hofwijck gewoond.
- Op station Voorburg stopten voorheen alle intercitytreinen tussen Utrecht en Den Haag, maar niet de sneltreinen. De reden hiervoor zou een oude afspraak zijn tussen de toenmalige gemeente Voorburg en de Nederlandse Spoorwegen, waarbij de NS toestemming werd gegeven het station te bouwen, mits hier intercity's zouden stoppen. In ruil daarvoor zou Voorburg het stukje land van Hofwijck aan de Spoorwegen hebben gegeven. Diepgaand archiefonderzoek heeft echter geen bewijs voor het bestaan van deze afspraak opgeleverd. Sinds 10 december 2006 is de IC-stop in Voorburg geschrapt, en stoppen er alleen nog stoptreinen.